# サンエー大山シティ
サンエー大山シティ（サンエーおおやまシティ）は、沖縄県宜野湾市大山にあるサンエーが運営していた総合スーパー（GMS）である。コンセプトは「暮らしのハーモニー」。

## 概要
大山シティは、サンエーが展開する中規模の近隣地域密着型店舗（いわゆるNSC：ネイバーフッドショッピングセンター）の第1号店である。それまで食品館、衣料館、電器館と専門店を組み合わせた総合店舗は、広域型の大規模ショッピングセンター（SC）の形態、あるいは小型食品館（サンエーの展開する"V21"）が主流であったが、同施設は「短時間で効率のよい買い物ができ、来店頻度を高める」ことを念頭にした出店形態である。元々は、同施設の土地には「コンベンションシティ」として大型GMSを建設する計画があった。
所在地の裏には、サンエー本社・流通センターが隣接しており、店舗とほぼ一体化している。2018年2月に衣料館とパレットプラザが閉店し、店舗跡はキャンドゥと研修室として利用されている。また、エディオン店舗に隣接して「エディオン テクノセンター」による修理受付専門の窓口を設置している。
2023年12月11日、翌年夏を目処に閉店し、跡地にサンエー本社及び食品加工センターを新築することが発表された。エディオンなど一部テナントがサンエー宜野湾コンベンションシティへ移転した後、2024年8月20日に閉店した。

## 沿革
- 2004年12月13日 - 「サンエー大山シティ（仮称）」の出店を発表[1]。
- 2005（平成17）年7月1日 - 「大山シティ」開業。
- 2015（平成27）年10月1日 - 営業時間を午後11時閉店に変更（一部テナントを除く）。
- 2018（平成30年）2月25日 - 衣料館を「宜野湾コンベンションシティ」への統合のため閉店[3]。
- 2020（令和2）年4月21日 - 営業時間を午後10時閉店に変更。なお、食品館は午後11時閉店。
- 2022（令和4）年1月20日 - 「ジョイフル 大山シティ店」を閉店。
- 2024（令和6）年3月5日 - 同年4月14日をもってエディオンを閉店・移転することを発表[4]。
- 2024（令和6）年8月20日 - 「大山シティ」閉店[5]。

## 主要店舗
- サンエー食品館
- エディオン - 2024年4月中期にサンエー宜野湾コンベンションシティに移転[注 2]（サンエー直営）
- 専門店
  - ヴァインドラッグ
  - オンデーズ - 2024年3月、サンエー宜野湾コンベンションシティに移転
  - キャンドゥ
  - ジョイジャングル(ゲームコーナー)
  - 宮脇書店 - 2024年4月、サンエー宜野湾コンベンションシティに移転
- 飲食店
  - ミスタードーナツ

## アクセス

### 路線バス
老人ホーム愛誠園前バス停下車、徒歩約1分
- 28番・読谷線（琉球バス交通・沖縄バス）
- 88番・宜野湾線（琉球バス交通）
- 112番・国体道路線（琉球バス交通）

### 注
1. ↑  その後2012年7月に同市宇地泊に「サンエー宜野湾コンベンションシティ」が開店している
2. ↑  ハンビータウンからの移転という形で開業。当初は「サンエー大山電器館withデオデオ」であったが、2013年にエディオン本部の屋号変更にあわせ、現在の店舗名に変更した。